# Смит, Уитни
Уитни Смит (англ. Whitney Smith; 26 февраля 1940 года, Арлингтон, Массачусетс, США — 17 ноября 2016, Пибоди, Массачусетс, США) — американский вексиллолог (исследователь флагов).

## Биография
В 1958 году в статье «Флаги арабского мира» (англ. Flags of the Arab World) предложил термин вексиллология, означающий науку о флагах.
В 1961 году Смит и его коллега Герхард Граль (нем. Gerhard Grahl) основали журнал о флагах Flag Bulletin — первый в мире журнал, посвящённый именно флагам (выходит дважды в месяц, ISSN 0015-3370).
В 1961 году окончил бакалавриат по политологии в Гарвардском университете.
В 1962 году Смит открыл Центр исследований флагов в Уинчестере, Массачусетс.
В 1964 году получил степень доктора наук по политологии в Бостонском университете, там же преподавал политологию с 1964 по 1970 годы.
В 1965 году совместно с Клаесом Сиерксмой организовал первый Международный вексиллологический конгресс, который прошёл в Нидерландах. В 1965—1969 годах Смит принял участие в создании на базе конгресса Международной вексиллологической организации (FIAV).
В 1969 году создаёт Североамериканскую вексиллологическую организацию.
В 2016 году умер от болезни Альцгеймера в возрасте 76 лет.

## Деятельность
Уитни Смит является автором 27 книг на вексиллологическую тему.
Участвовал в создании флага Гайаны, неиспользуемого флага Антарктиды и 21 флага военно-морских сил Саудовской Аравии.
Написал около 250 статей для Британской энциклопедии.